# Herz Frank

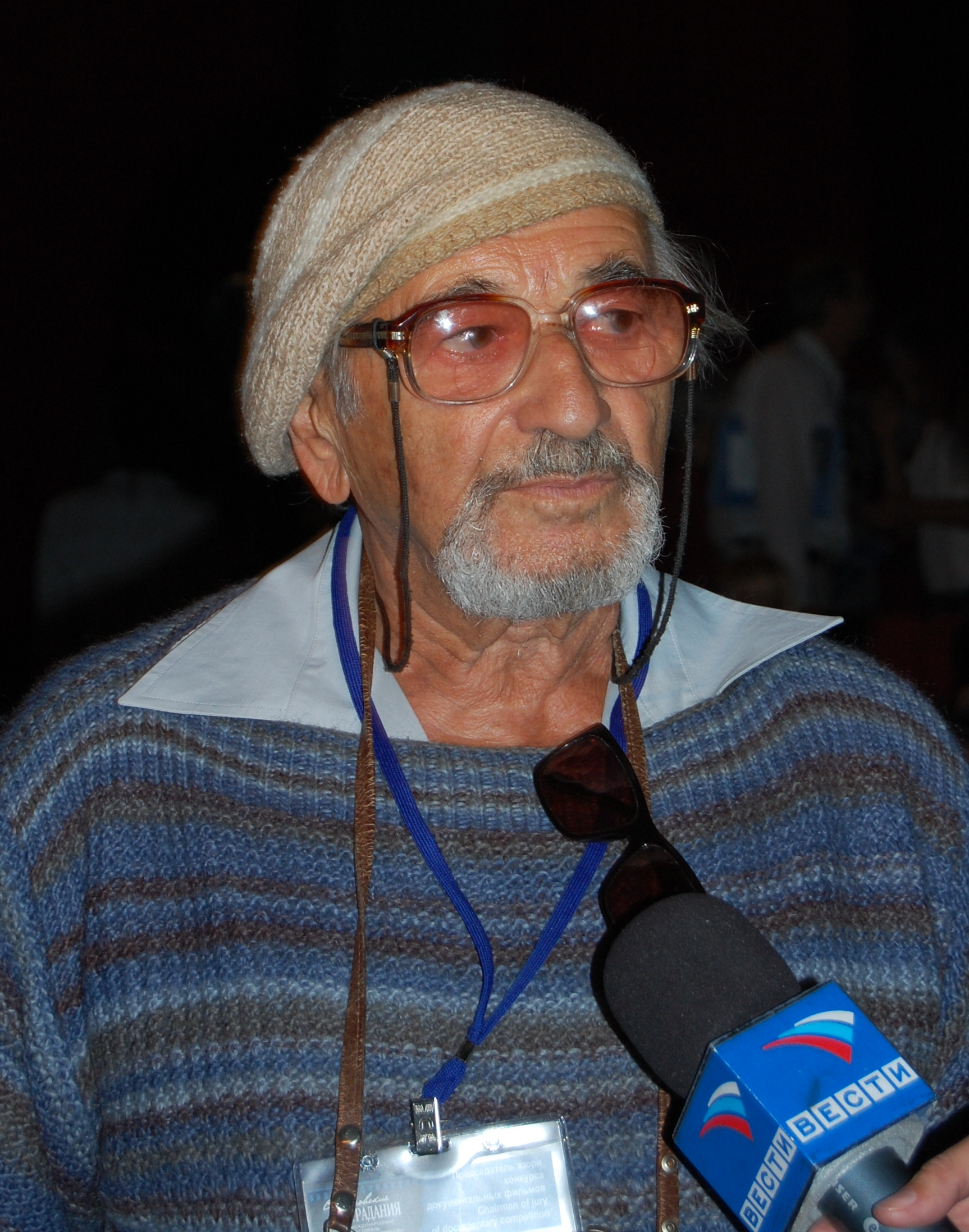
Herz Frank in Saratow, 2010

Herz Frank (lettisch Hercs Franks, russisch Герц Вульфович Франк – Gerc Vul'fovič Frank); (* 17. Januar 1926 in Ludza, Lettland; † 3. März 2013 in Jerusalem, Israel) war ein lettischer Dokumentarfilm-Regisseur.

## Leben und Werk
Herz Frank wurde in die Familie des jüdischen Fotografen, Ladenbesitzers und Betreibers eines Kunstateliers Wulf Frank geboren. Zu Hause wurde Jiddisch gesprochen, er besuchte eine religiöse Schule und ein jüdisches Gymnasium. Im Juli 1941 wurde seine Familie in die Sowjetunion evakuiert. In Rewda absolvierte er das Abitur. Danach besuchte er die Infanterie-Schule des Militärbezirks Ural in Kamyschlow und den Swerdlowsker Zweig des Allunion-Instituts für juristische Korrespondenz. Als Offizier diente er im Transbaikalischen Militärbezirk. 1952 bis 1954 arbeitete er als Journalist und Fotograf in Wladimir. 1955 kehrte er nach Riga zurück, wo er für die Zeitungen Padomju Jaunatne und Rigas Balss journalistisch tätig war. Seine berufliche Laufbahn beim Film begann Ende der 1950er Jahre im Rigaer Filmstudio als Fotograf und Drehbuchautor. Ab 1965 war Frank als Filmregisseur tätig. 1992 wanderte er nach Israel aus, wo er weiterhin als Dokumentarfilmer arbeitete. Daneben veröffentlichte er zwei Bücher und zahlreiche Artikel.
Seine Filme sind Ausdruck seiner Fähigkeit, in die Tiefen der menschlichen Seele einzutauchen und die Beziehungen zwischen Menschen und ihrer Umgebung zu erforschen. Die Tragik des Seins und das Schicksal der Menschheit waren die Hauptthemen seiner Arbeit.
Für 30 seiner Werke erhielt Herz Frank internationale Auszeichnungen. 1979 wurde auf dem Leipziger Dokumentarfilmfestival der Film 10 Minuten älter prämiert, 1994 erhielt er die Goldene Taube für den Film Es waren einmal sieben Simeone. Zu den bekanntesten Arbeiten des Regisseurs zählen die Filme 10 Minuten älter, 235 000 000 Gesichter und Das jüngste Gericht.
Herz Frank war einer der Gründer der „Rigaer Schule des Poetischen Dokumentarfilms“. 1975 veröffentlichte er im Moskauer Verlag „Iskusstwo“ das Buch Die Karte des Ptolemäus. In diesem Buch schildert der Regisseur seine Suche nach dem Wesen des Menschen vor der Kamera.